# Stare Guty (przystanek kolejowy)
Stare Guty – przystanek osobowy w Starych Gutach na linii kolejowej nr 219, w województwie warmińsko-mazurskim, w powiecie piskim, w Polsce.

## Ruch pasażerski
| Rok  | Wymiana pasażerska na dobę |
| ---- | -------------------------- |
| 2017 | 0-9                        |
| 2022 | 0-9                        |